# Mary Toft

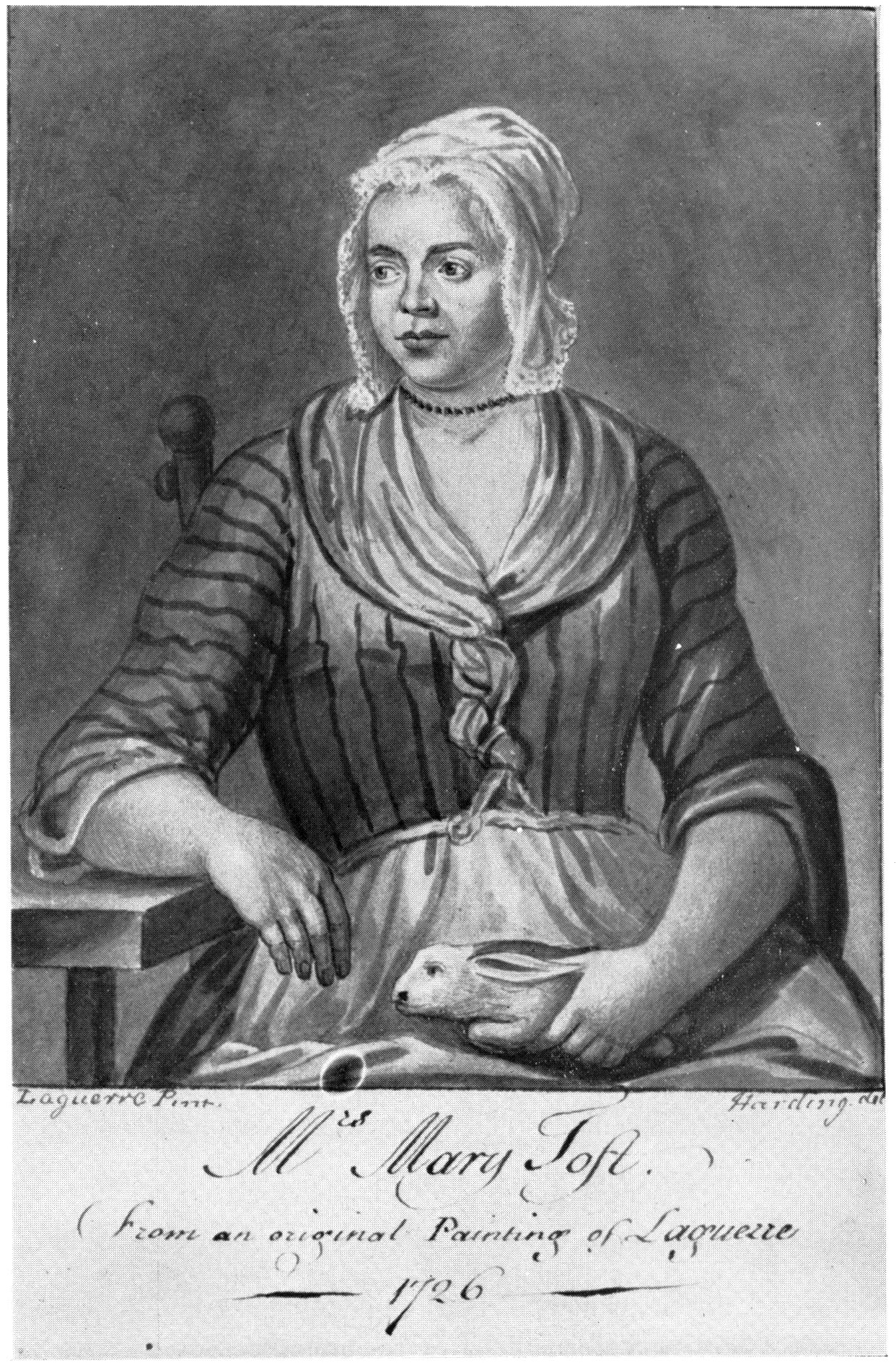
Porträt der Mary Toft nach John Laguerre (1688–1748)

Mary Toft, gelegentliche Schreibweise auch Tofts, geborene Denyer (* getauft am 21. Februar 1703 in Godalming; † Januar 1763, begraben am 13. Januar 1763 in Godalming), war eine Dienstmagd aus Godalming, Surrey, England. Sie erlangte 1726 Berühmtheit, weil sie angeblich Kaninchen zur Welt gebracht hatte. Dies löste eine ausgedehnte wissenschaftliche und öffentliche Kontroverse und ein enormes Interesse innerhalb der Bevölkerung aus, vor allem auch ein breites Echo in der im 18. Jahrhundert noch jungen Zeitungslandschaft und periodischen Presse.
Obwohl der Fall unter Berücksichtigung des damaligen Wissensstands vergleichsweise schnell aufgeklärt wurde, ruinierte die Betrugsaffäre doch die Karriere mehrerer prominenter Gelehrter. Sie sahen sich wegen ihrer Leichtgläubigkeit öffentlichem Hohn und Spott ausgesetzt. Das Geschehen war wochenlang Tagesgespräch im ganzen Land und Gegenstand unzähliger Zeitungs- und Zeitschriftenartikel, Karikaturen und Pamphlete. Toft und ihre Kaninchen waren nicht nur wegen der Vielzahl der über ihren Fall veröffentlichten wissenschaftlichen Texte in das öffentliche Interesse gerückt, sondern auch wegen des ungeheuren Medienechos und der Fülle literarischer und künstlerischer Reaktionen auf die angeblichen Kaninchengeburten. Die Affäre wurde viele Male in zeitgenössischen Karikaturen persifliert, nicht zuletzt durch den englischen Künstler und Gesellschaftskritiker William Hogarth, der in seinen satirischen Bildern Ärzte des Öfteren als Quacksalber verspottete und dessen Kupferstiche in Deutschland Georg Christoph Lichtenberg kommentierte. Ob Gedicht, Theaterstück oder Zeichnung, es gab kaum eine Kunstrichtung, die die „Kaninchenfrau“ – wie der Volksmund sie nannte – nicht zum Thema gehabt hätte.
„Nie wurde die Ärzteschaft in den Augen der Öffentlichkeit so lächerlich gemacht wie anlässlich dieser Affäre“, heißt es in einem Fachartikel des Londoner Gynäkologen S. A. Seligman aus dem Jahr 1961.
Selbst bis in die jüngste Zeit ist der Fall immer wieder Gegenstand wissenschaftlicher, wenn auch nicht medizinischer oder gynäkologischer Abhandlungen und war 2005 der BBC eine Reportage wert, die mit den Worten begann:

“There were several notable events in England in 1726: George Frideric Handel became a British subject, Jonathan Swift published Gulliver’s Travels, and Mary Toft gave birth to at least 17 ‘preternatural’ rabbits.”

„Im England des Jahres 1726 gab es mehrere bemerkenswerte Ereignisse: Georg Friedrich Händel wurde britischer Staatsbürger, Jonathan Swift veröffentlichte Gullivers Reisen, und Mary Toft gebar mindestens 17 ‚übernatürliche‘ Kaninchen.“

## Legende

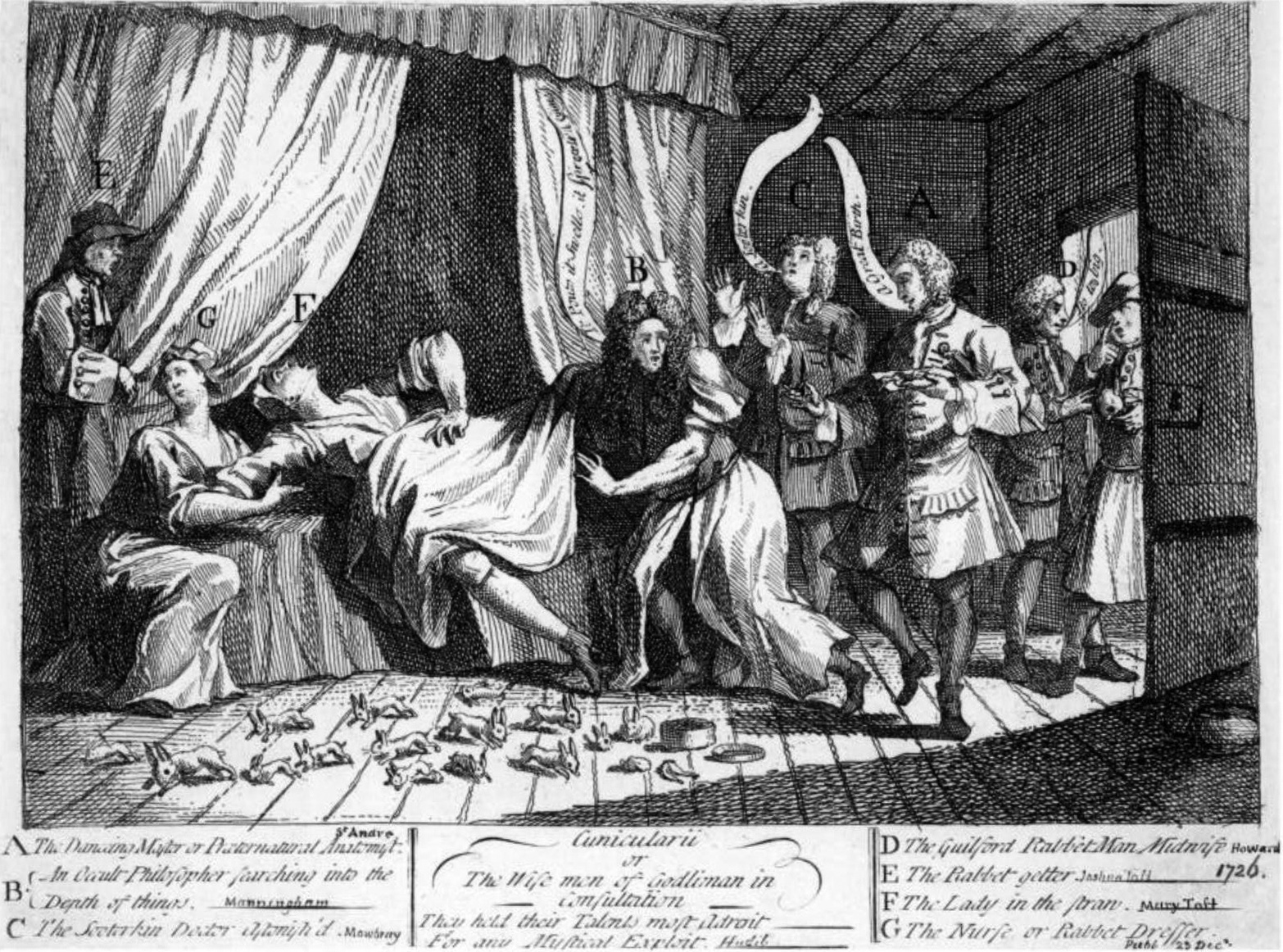
Mary Toft gebiert Kaninchen

Das Londoner Weekly Journal veröffentlichte am 19. November 1726 folgenden Artikel:

“From Guildford comes a strange but well-attested Piece of News. That a poor Woman who lives at Godalmin, near that Town, was about a Month past delivered by Mr John Howard, an Eminent Surgeon and Man-Midwife, of a creature resembling a Rabbit but whose Heart and Lungs grew without [outside] its Belly, about 14 Days since she was delivered by the same Person, of a perfect Rabbit: and in a few Days after of 4 more; and on Friday, Saturday, Sunday, the 4th, 5th, and 6th instant, of one in each day: in all nine, they died all in bringing into the World. The woman hath made Oath, that two Months ago, being working in a Field with other Women, they put up a Rabbit, who running from them, they pursued it, but to no Purpose: This created in her such a Longing to it, that she (being with Child) was taken ill and miscarried, and from that Time she hath not been able to avoid thinking of Rabbits. People after all, differ much in their Opinion about this Matter, some looking upon them as great Curiosities, fit to be presented to the Royal Society, etc. others are angry at the Account, and say, that if it be a Fact, a Veil should be drawn over it, as an Imperfection in human Nature.”

„Aus Guildford erreicht uns eine seltsame, aber gut belegte Neuigkeit, dass eine arme Frau, die in Godalmin, in der Nähe dieser Stadt, lebt, vor etwa einem Monat von Herrn John Howard, einem hervorragenden Chirurgen und Geburtshelfer, von einer Kreatur ähnlich einem Kaninchen entbunden wurde, deren Herz und Lunge außerhalb des Bauches wuchsen, und zwar etwa 14 Tage nachdem sie bereits ein ganzes Kaninchen geboren hatte. In den folgenden Tagen gebar sie weitere 4, am Freitag, Samstag, Sonntag das vierte, fünfte und sechste, jeweils eines an jedem Tag, insgesamt neun. Sie waren alle tot geboren. Die Frau erklärte eidesstattlich, dass sie zwei Monate zuvor bei der Arbeit auf dem Feld zusammen mit anderen Frauen ohne besonderen Grund ein Kaninchen eingefangen habe. Dies habe in ihr ein solches Verlangen nach Kaninchenfleisch ausgelöst, dass sie krank wurde und eine Fehlgeburt erlitt, und von diesem Moment an nicht mehr habe aufhören können, an Kaninchen zu denken. Die Menschen urteilen sehr unterschiedlich über diesen Fall, einige betrachten ihn als Kuriosität, die der Royal Society vorgestellt werden sollte, andere sind ärgerlich und meinen – sollte die Geschichte tatsächlich der Wahrheit entsprechen –, es sei besser, den Schleier des Vergessens über diese Unvollkommenheit der menschlichen Natur zu legen.“

Bei der armen Frau handelte es sich um Mary Toft, die mit dieser Geschichte binnen kurzem zur landesweiten Berühmtheit wurde. Die Neuigkeiten verbreiteten sich rasant, insbesondere durch das junge Zeitungswesen mit seinen diversen Tageszeitungen und Wochenschriften, und fanden so viel Glauben, dass bald kaum jemand mehr Kaninchen essen mochte – ganz England fürchtete, ein Produkt der „Kaninchenzüchterin“ Mary Toft auf den Tellern zu finden. Auch wenn manche Blätter die Geschichte kritischer sahen als das Weekly Journal – Kaninchenragout und Hasenpfeffer wurden von den Speiseplänen gestrichen und viele Ärzte fühlten sich gezwungen, sich vor Ort ein ureigenes Urteil des Geschehens zu bilden.

## Biographie

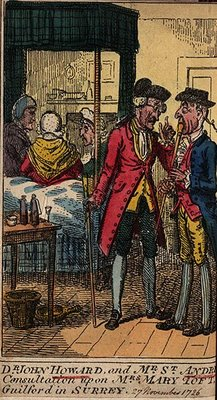
John Howard und St. André bei einer ärztlichen Konsultation.

Mary Toft wurde am 21. Februar 1703 als Mary Denyer getauft. Die Tochter von John und Jane Denyer wuchs in ärmlichen Verhältnissen in Godalming auf, war Analphabetin und verdingte sich als Dienstmagd mit Feldarbeit. 1720 heiratete sie den ebenfalls mittellosen Tuchmacher-Gesellen Joshua Toft; das Paar bekam drei Kinder: Mary, Anne und James.
Wie in der bedürftigen Landbevölkerung des 18. Jahrhunderts üblich, musste Toft mit der Feldarbeit fortfahren, als sie 1726 erneut schwanger wurde. Bei der Arbeit und gegenüber ihrer Nachbarin Mary Gill klagte sie über schmerzhafte Komplikationen. Am 27. September 1726 erlitt sie, unterstützt von der Nachbarin und ihrer Schwiegermutter, der Hebamme Ann Toft, eine Fehlgeburt, hatte jedoch weiterhin Wehen und das Gefühl, schwanger zu sein. Die Fehlgeburt stellte sich als ein totes Kaninchen heraus.
John Howard, ein herbeigerufener Wundarzt und Geburtshelfer aus Guildford, entband sie von diversen weiteren Kaninchen, doch seine Patientin blieb weiterhin „schwanger“. Die Tiere waren allesamt tot geboren worden, auch viel eher Kaninchenstücke als ganze Kaninchen, doch dies tat der Begeisterung des Arztes angesichts dieser medizinischen Sensation keinen Abbruch. Dass es sich um einzelne Teile handelte, erklärte er sich durch besonders kraftvolle Kontraktionen ihres Uterus, die die Tiere zerrissen hätten. In den folgenden Tagen notierte er, dass er die Schwangere von einem Kaninchenkopf, Katzenpfoten und anderen Tierkörperteilen sowie, an einem einzigen Tag, gleich von neun toten Kaninchen-Föten entbunden habe.
Howard sandte Briefe an die berühmtesten Ärzte Englands, um über diese wundersamen Geburten zu berichten. Er informierte auch das Sekretariat des Königs und John Ker, den Duke of Roxburghe, darauf drängend, dass weitere Männer der Wissenschaft ihm bei der weiteren Untersuchung dieses bizarren Phänomens behilflich sein mögen.
In der Folge wurde Toft von zahllosen Ärzten, Geburtshelfern und Wissenschaftlern untersucht und etlichen Mitgliedern der Londoner Society vorgeführt, unter ihnen dem Schweizer Leibarzt des Königs Nathaniel St. André und dem Astronomen Samuel Molyneux, Sekretär des Thronfolgers und Prince of Wales Georg August, die der neugierige und Kuriositäten nie abgeneigte König Georg I. persönlich entsandt hatte.
Die Phantasie der Stadt- und Landbevölkerung war entfesselt, die Nachricht verbreitete sich über Presseberichte landesweit, der Fall wurde in allen gesellschaftlichen Kreisen heiß diskutiert, zumal es dadurch mit einem Mal möglich wurde, über das Tabuthema des weiblichen Körpers einschließlich Gebärmutter, Vagina oder Vulva ganz frei und offen diskutieren zu können.
Am 4. Dezember wurde der Betrug jedoch aufgedeckt. Wie sich herausstellte, hatte  Mary Tofts Mann in letzter Zeit ständig Kaninchen gekauft. Wenige Tage später gestand die Betrügerin, sich Kaninchenteile selbst eingeführt zu haben, um die Geburten vorzutäuschen. Sie wurde in das Londoner Bridewell-Gefängnis überführt, wo sie von ihren Wärtern weiterhin einem breiten Publikum gegen Zahlung eines Obolus ausgestellt wurde. Nachdem sie einige Monate im Gefängnis verbracht hatte, ließ man die Anklage gegen sie fallen und entließ sie aus der Gefangenschaft – sicher nicht aus Mangel an Beweisen, sondern offenkundig wegen der weiteren Peinlichkeiten, die im Falle eines öffentlichen Prozesses auf die Vielzahl der Beteiligten zugekommen wären. Da sie verschiedene Geständnisse und unterschiedliche Aussagen gemacht hatte, wurden die genauen Umstände des Falles, und wer außer ihr daran beteiligt war, nie aufgeklärt.
In der Folge verschwand Mary Toft weitgehend aus der Öffentlichkeit, ähnlich schnell wie sie wenige Monate zuvor aufgetaucht war. Das Medieninteresse an ihrer Person war erlahmt. Lediglich der Duke of Richmond, der in der Nähe von Godalming eine Residenz hatte, führte sie in den folgenden Jahren gelegentlich auf Gesellschaften als Kuriosität vor. Gleichwohl beschäftigten sich sowohl die Wissenschaft als auch Kunst und Kultur noch über Jahrhunderte hinweg immer wieder mit dem Fall.
Am 19. April 1740 war Mary Toft der Wochenschrift Weekly Miscellany noch einmal eine Fußnote wert:

“The celebrated Rabbit-woman of Godalmin was commited to Guildford Gaol for receiving stolen goods.”

„Die berühmte Kaninchenfrau von Godalmin wurde wegen Hehlerei in das Gefängnis von Guildford eingeliefert.“

Die Umstände dieses Vorfalls, der sie erneut mit dem Gesetz in Konflikt brachte, sind ebenso wenig überliefert wie Details über ihr weiteres Leben. Fast 30 Jahre später vermerkt der Daily Advertiser am 21. Januar 1763:

“Last week died, at Godalmin, in Surry, Mary Tofts, formerly noted for an imposition of breeding rabbits.”

„Vergangene Woche starb in Godalmin, Surrey, Mary Tofts, bekannt für die Entbindung von Zuchtkaninchen.“

Nach Angabe im Kirchenregister von Godalming wurde sie dort nach ihrem Tod am 13. Januar 1763 begraben.

## Medizinische Untersuchungen und wissenschaftliche Veröffentlichungen

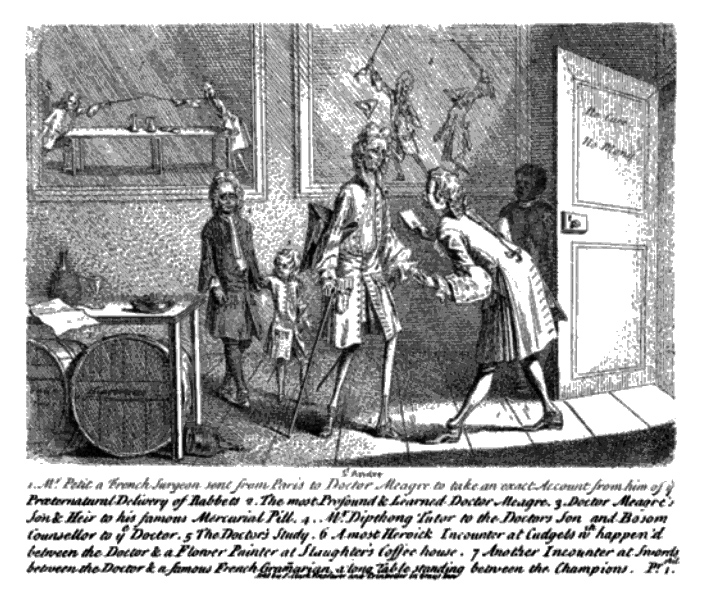
Satirisches Porträt von 1726: St. André erhält Besuch eines aus Paris entsandten Arztes

Nachdem John Howard bereits seit dem 4. November mit dem königlichen Diplomaten Henry Davenant korrespondiert hatte, trafen St. André und Molyneux am 15. November als erste Experten in Guildford ein, wohin Howard seine Patientin inzwischen der besseren Erreichbarkeit wegen verbracht und in einen Gasthof einquartiert hatte. St. André untersuchte die Frau und begutachtete die weiteren Kaninchenteile, die sie während seiner Anwesenheit entband.
Mary Toft erklärte auf Befragen, dass sie zu Beginn ihrer Schwangerschaft bei der Feldarbeit ein Kaninchen beobachtet und vergeblich zu fangen gesucht habe, was in der Folge einen massiven Heißhunger auf gebratenes Kaninchenfleisch hervorgerufen habe. Daher habe sie in letzter Zeit häufig Kaninchen gefangen oder auf dem Markt erstanden, um sie zu verspeisen. Außerdem berichtete sie über Träume, in denen Kaninchen eine Rolle spielten. St. André erklärte daraufhin die Geburten als einen Effekt des mütterlichen Eindrucks, der sich nach Ansicht eines Teils der damaligen Wissenschaft direkt auf die Bildung des Fetus auswirken und Missbildungen hervorrufen konnte. Ganz offensichtlich habe diese Begierde einen unheimlichen Einfluss auf ihre Reproduktionsorgane ausgeübt. Es bestünde kein Zweifel, dass die Frau die Wahrheit sage und es sich um einen sensationellen medizinischen Befund handele.

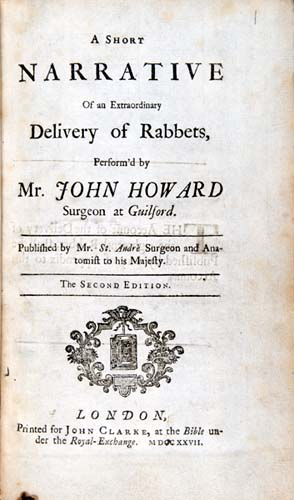
Nathaniel St. André: A Short Narrative of an Extraordinary Delivery of Rabbets

Molyneux und St. André nahmen Proben der Kaninchen und machten sich auf den Weg, um dem König Bericht zu erstatten. Fasziniert von dieser wissenschaftlichen Sensation, sandte der König auch seinen deutschen Leibarzt, den Chirurgen Cyriacus Ahlers, nach Guildford. Dieser erreichte am 20. November den Ort des Geschehens und fand Toft ohne Zeichen einer Schwangerschaft vor. Er äußerte im Kollegenkreis erste Zweifel und berichtete von seinen Beobachtungen, dass Toft ihre Knie und Oberschenkel zusammenpresste, als wolle sie verhindern, dass etwas „herunter falle“. Gleichermaßen schien ihm Howards Verhalten verdächtig, als dieser ihm nicht erlauben wollte, bei der Entbindung zu helfen. Davon überzeugt, dass es sich um eine Gaunerei handelte, nahm er einige Proben der Tierkadaver und kehrte unter einem Vorwand nach London zurück. Bei näherem Studium der genommenen Proben stellte er fest, dass die Teile mit einem Instrument zerschnitten und nicht etwa zerrissen worden waren; weiterhin fand er an ihnen haftende Tierkot-, Stroh- und Getreidereste.
Am 20. November 1726 urteilte Ahlers in seinem Bericht: “Tending to prove her extraordinary deliveries to be a cheat and imposture.” (deutsch: „Tendenziell dürften sich ihre außergewöhnlichen Entbindungen als Betrug und Hochstapelei erweisen.“)
Am 26. November 1726 hielt St. André in London eine anatomische Demonstration im Beisein des Königs und des Thronfolgers ab, um seine Sicht der Dinge darzulegen, die „medizinische Sensation“ zu erläutern und Ahlers’ Aussagen zu widerlegen. gefolgt von der Veröffentlichung einer Schrift. Bei der medizinischen Untersuchung hatte er sich vor allem mit der Anatomie der einzelnen entbundenen Kaninchenteile beschäftigt, deren Untersuchung zu dem Ergebnis geführt hätte, dass sie unzweifelhaft „übernatürlichen Ursprungs“ seien. Dieses Gutachten datiert vom 28. November 1726 und enthält im Anhang eidesstattliche Erklärungen von Howard, Molyneux, Toft sowie einer Zimmerwirtin, die Ahlers’ Darstellungen widerlegen sollten. Die Schrift erschien aber erst am 3. oder 4. Dezember, just, als der Betrug schon offenbar wurde.
Am 28. November traf Sir Richard Manningham, Londons bekanntester Geburtshelfer und Mitglied der Royal Society, am Bett von Mary Toft ein. In seiner Anwesenheit entband man sie von einem Gewebeteil, das er als Schweinsblase identifizierte; St. André und Howard hingegen beschrieben es als Chorion, die äußere Schicht der Fruchthülle eines Fötus. Manningham wurde stutzig, insbesondere, da das angeblich entbundene Stück stark nach Urin roch. Er untersuchte Toft ausweislich seines am 8. Dezember veröffentlichten Berichts nun selbst gynäkologisch nach damaligem ärztlichen Standard, das heißt, er begutachtete ihre Brust und tastete den Unterleib nicht nur äußerlich oder über Bettdecken oder Kleidungsstücke ab, sondern untersuchte mit seinen Händen Bauchdecke, Vagina und Muttermund und stellte Abmessungen und Beschaffenheit von Eileiter und Gebärmutter fest. Er notierte, dass aus einer Brust eine geringe Menge Flüssigkeit ausgetreten und der Gebärmutterhals ihm etwas verlängert erschienen sei, der Muttermund aber hart und nahezu geschlossen war, wobei er während der gesamten Untersuchung keine Bewegungen habe ertasten können, die auf einen Fötus hindeuteten. Nach all dem zeigte er sich überzeugt, dass das entbundene Gewebeteil “never came out of her uterus” (deutsch: „niemals aus ihrem Uterus gekommen sei.“) Er notierte weiterhin, dass er von diesem Moment an von einem Schwindel überzeugt gewesen sei, vor einer Aufdeckung aber den gesamten Umfang ermitteln wollte, insbesondere, da St. André vehement darauf bestand, selbst identische Untersuchungen vorgenommen zu haben und beschwören könne, dass die jeweils entbundenen Kaninchenstücke aus ihrem Uterus gekommen seien.
Welche der Mediziner sich den Überzeugungen von Howard und St. André anschlossen, beide schließlich honorige Ärzte, die eidesstattliche Aussagen abgelegt hatten, oder welche von vornherein davon überzeugt waren, dass Toft eine Betrügerin war, lässt sich nicht mehr im Einzelnen rekonstruieren. Ihre Veröffentlichungen weichen inhaltlich teilweise voneinander ab oder wurden später teilweise relativiert. Nach Bekanntwerden der Betrügerei waren einige Wissenschaftler ganz augenscheinlich darauf bedacht, manche vorherige Standpunkte zu leugnen, Aussagen umzudeuten oder Stellungnahmen zu leugnen, um Schaden von der eigenen Person und Karriere abzuwenden.
Nun wurde Toft zu weiteren Untersuchungen nach London verbracht, wo man sie ab dem 29. November in Lacey’s Bagnio, einem Badehaus oder Nobelbordell in Leicester Fields, einquartierte, wo sie, stets unter Anwesenheit und strikter Kontrolle St. Andrés, von zahllosen weiteren Personen begutachtet wurde, Wissenschaftlern wie neugierigen Laien, darunter der französische Physikus Claudius Amyand (1681–1740), die Chirurgen Thomas Braithwaite (1698–1731) und William Cheselden (1688–1752), der Friedensrichter Sir Thomas Clarges, der Theologe Philippus van Limborck, der Arzt und Geburtshelfer John Maubray, die Dukes of Richmond und of Montagu, Lord Baltimore sowie andere mehr.
Maubray, Verfasser des von den frühen Lehren des Hendrik van Deventer beeinflussten Werks The Female Physician von 1724, hatte in diesem erläutert, dass Frauen in der Lage seien, mausähnliche Kreaturen zu gebären, die Deventer Sooterkin und er suyger nannte. John Cleveland hatte 1654 geschrieben:

“There goes a report of the Holland Women, that together with their Children, they are delivered of a Sooterkin, not unlike to a Rat …”

„Es geht der Bericht, dass holländische Frauen neben ihren Kindern auch ein Sooterkin, einer Ratte nicht unähnlich, zur Welt bringen …“

Bis zum 17. Jahrhundert war die Überzeugung, dass Frauen Tiere gebären können, durchaus verbreitet. Jane Sharp, Hebamme des 17. Jahrhunderts, die The Midwives Book, das erste Buch über Geburtshilfe schrieb, verfolgte neben Ralph Josselin, Caspar Peucer, Stephen Batman oder Ralphe Nubery gleichfalls diese Theorie.
Maubray zeigte sich auch als Verfechter der „maternal impression“ (Einfluss der Eindrücke der Mutter auf den Fötus beziehungsweise das so genannte „Versehen“ – einer bis über das 19. Jahrhundert hinaus auch wissenschaftlich verbreiteten Meinung, dass Empfängnis und Geburt durch Träume oder Erlebnisse der Mutter beeinflusst werden könnten.) und bejahte die Möglichkeit dieser Kaninchengeburten.
James Douglas, Leibarzt der Königin von England, hingegen vermutete – wie Manningham, der ihn über seine Erkundungen hinsichtlich der sichergestellten Proben informiert hatte – Betrug oder einen schlechten Scherz und blieb, trotz St. Andrés Drängen, auf Distanz. Douglas zählte zu den respektiertesten Anatomen des Landes, war Mitglied der Royal Society und ein bekannter und allseits geschätzter Geburtshelfer, während St. André im Verdacht stand, nur deswegen königlicher Leibarzt geworden zu sein, weil er die deutsche Muttersprache des Königs beherrschte. Douglas war überzeugt, dass eine Kaninchen gebärende Frau ähnlich wahrscheinlich war wie eine menschliche Babys zur Welt bringende Häsin, doch schließlich gab er nach, besuchte Toft – und war vollends vom Betrug überzeugt. Douglas und Manningham wollten nun ihre Überzeugung an die Öffentlichkeit bringen, doch St. André und Howard überredeten sie, noch einige Tage zu warten, da Toft mit Sicherheit bald weitere Kaninchen gebären und so den ultimativen Beweis ihrer Aufrichtigkeit bringen werde.
Manninghams Veröffentlichung An exact Diary of what was observ'd during a close attendance upon Mary Toft, the pretended rabbet-breeder of Godalming, together with an Account of her Confession of the Fraud. wurde gefolgt von Douglas’
(“I was very much surprised to find several affidavits … none indeed tending the truth …”)

## Details zur Aufklärung des Falles und das abschließende Geständnis

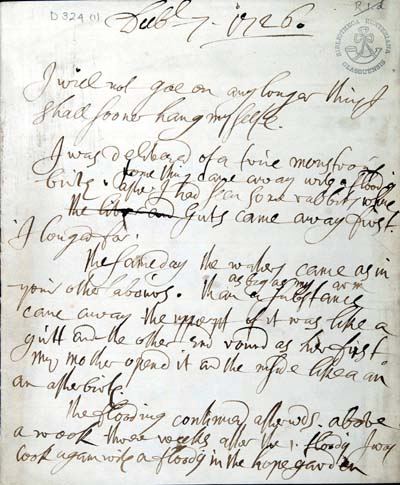
Tofts erstes Geständnis, am 7. Dezember 1726 aufgenommen durch James Douglas.

Die endgültige Aufklärung des Falles nehmen mehrere Personen für sich in Anspruch.
Baron Thomas Onslow, Mitarbeiter des Königshauses, hatte auf eigene Faust die Ereignisse überprüft und entdeckt, dass Tofts Ehemann, Joshua, in letzter Zeit erstaunlich oft junge Kaninchen erworben hatte, wobei er zur Verwunderung der Verkäufer darauf Wert legte, dass sie besonders klein seien. Darüber hinaus stand Joshua in auffallend engem Kontakt zu den Frauen, die Mary Toft im Badehaus betreuten. Davon überzeugt, genügend Beweise gesammelt zu haben, kündigte er Hans Sloane am 4. Dezember in einem Brief an, seine Ergebnisse über den Fall, „der England beinahe alarmiert“ habe, in den nächsten Tagen zu veröffentlichen.
Am Abend desselben Tages informierte der Portier des Badehauses, Thomas Howard, Friedensrichter Sir Thomas Clarges, dass Toft ihn um die heimliche Beschaffung eines Kaninchens gebeten habe. Toft stritt dies zunächst vehement ab, räumte später indes ein, sie habe wieder enormen Appetit auf gebratenes Kaninchen gehabt, es sei also zum Verzehr gewesen und nicht etwa, um zu betrügen. Obwohl sie mittlerweile unter Hausarrest gestellt war und Douglas die Besucher streng kontrollieren ließ, beteuerte Toft weiter ihre Unschuld und weigerte sich, zuzugestehen, dass ihre Geschichte eine Lüge war. Doch seither hatte sie keine Entbindungen mehr gehabt. Douglas verhörte sie wieder und wieder, doch ohne Erfolg. Manningham gab ihr gegenüber schließlich vor, einen für sie sehr schmerzhaften Eingriff vornehmen zu müssen, um zu beweisen, dass sie die Wahrheit sage. Gleichzeitig verhörte Douglas sie intensiv und stundenlang. Dies alles veranlasste Mary Toft, am 7. Dezember 1726 in Gegenwart von Manningham, Douglas, John Montagu and Frederick Calvert, ein Geständnis abzulegen.
Zunächst bezichtigte sie einen mysteriösen Fremden und später die Frau eines Drehorgelspielers, sie zu der Täuschung bewogen zu haben. Dabei habe sie, nachdem sie im September tatsächlich eine Fehlgeburt erlitten habe, später sich selbst tote Kaninchenteile in ihre Vagina gesteckt, um sodann eine Austreibung vorzutäuschen. Bei einer ihrer späteren Aussagen bezichtigte sie ihre Schwiegermutter sowie auch John Howard der Mittäterschaft. Sie selbst sei unschuldig verführt worden, ihre Schwiegermutter habe alles aus Geldgier geplant. Ihr Mann Josua Toft habe nichts gewusst, was mit den Aussagen der Händler, die Josua Toft die Kaninchen verkauft hatten, allerdings nicht übereinstimmt. Ihre Schwiegermutter und der Arzt hätten nach ihrer Fehlgeburt, als ihr Muttermund noch geöffnet war, den Körper und die Pfoten einer kleinen Katze sowie den Kopf eines Kaninchens in ihre Gebärmutter gedrückt. Sie hätten auch die Geschichte erfunden, dass sie bei der Arbeit auf dem Feld ein Kaninchen gejagt und so süchtig nach Kaninchenbraten geworden wäre.
Tofts Schwiegermutter hingegen blieb trotz zahlreicher Verhöre standhaft und stritt jede Mitwisserschaft ab. Mist’s Weekly Journal vom 24. Dezember 1726 berichtete, “the nurse has been examined as to the person’s concerned with her, but either was kept in the dark as to the imposition, or is not willing to disclose what she knows; for nothing can be got from her; so that her resolution shocks others.”
The British Gazetteer informierte, ebenfalls am 24. Dezember 1726:

“A Prosecution is ordered to be carried on in the Court of King’s Bench, next Hillary Term, against Mary Toft of Godalmin, for an infamous Cheat and Imposture, in pretending to have brought forth 17 præter-natural Rabbits. She is still detained a Prisoner in Bridewell, where none but the Keeper’s Wife is permitted to go into the Room to deliver any thing to her; the infinite Crowds of People that resort to see her, not being suffered to approach her too near, and more especially her Husband, who is strictly search’d when he comes to the Prison.”

„Gegen Mary Toft aus Godalmin soll im nächsten Hillary Term vor dem Court of King’s Bench Anklage erhoben werden wegen schändlichen Betrugs und Hochstapelei, indem sie vorgab, 17 præter-natürliche Kaninchen zur Welt gebracht zu haben. Sie wird immer noch als Gefangene im Bridewell festgehalten, wo es niemandem außer der Frau des Wärters erlaubt ist, den Raum zu betreten, um ihr irgendetwas zu übergeben; die unendlichen Menschenmengen, die sich zu ihr begeben, dürfen sich ihr nicht zu sehr nähern, und ganz besonders ihr Ehemann, der streng durchsucht wird, wenn er ins Gefängnis kommt.“

The British Journal berichtete, dass Mary Toft am 7. Januar 1727 vor dem Courts of Quarter Sessions in Westminster erscheinen musste und beschuldigt wurde, “for being an abominable cheat and imposter in pretending to be delivered of several monstrous births” (deutsch: „eine verabscheuungswürdige Betrügerin zu sein, da sie vorgab, mehrere monströse Geburten ausgetragen zu haben“).

## Nachspiel

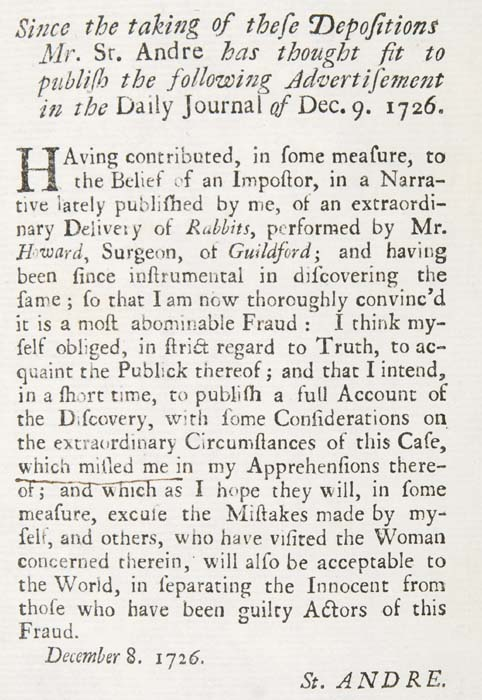
St. Andrés versuchte Rehabilitation im Daily Journal vom 9. Dezember 1726

Obwohl vergleichsweise rasch bewiesen wurde, dass es sich um einen Betrug handelte, ging der wissenschaftliche Disput noch lange nach Tofts Anklage wegen “notorious and vile cheat” (deutsch: „offensichtlichen und abscheulichen Betrugs“) weiter. Die Karriere St. Andrés war allerdings nach Bekanntwerden der Umstände ruiniert. Zwar versuchte er noch, mit einer Erklärung, die am 9. Dezember in diversen Blättern erschien, seine Aussagen zu relativieren und anderen Beteiligten die Schuld zuzuschieben, doch ohne Erfolg. Auch Howard wandte sich mit einer Anzeige vom 15. Dezember 1726 an die Öffentlichkeit und kündigte, wie St. André, eine in Kürze erscheinende ausführliche Veröffentlichung zu seiner Rehabilitierung an, doch beide Schriften sind niemals erschienen. Gleichwohl scheint Howard in der Folge in Guildford weiterhin Karriere gemacht zu haben.

## Rezeption

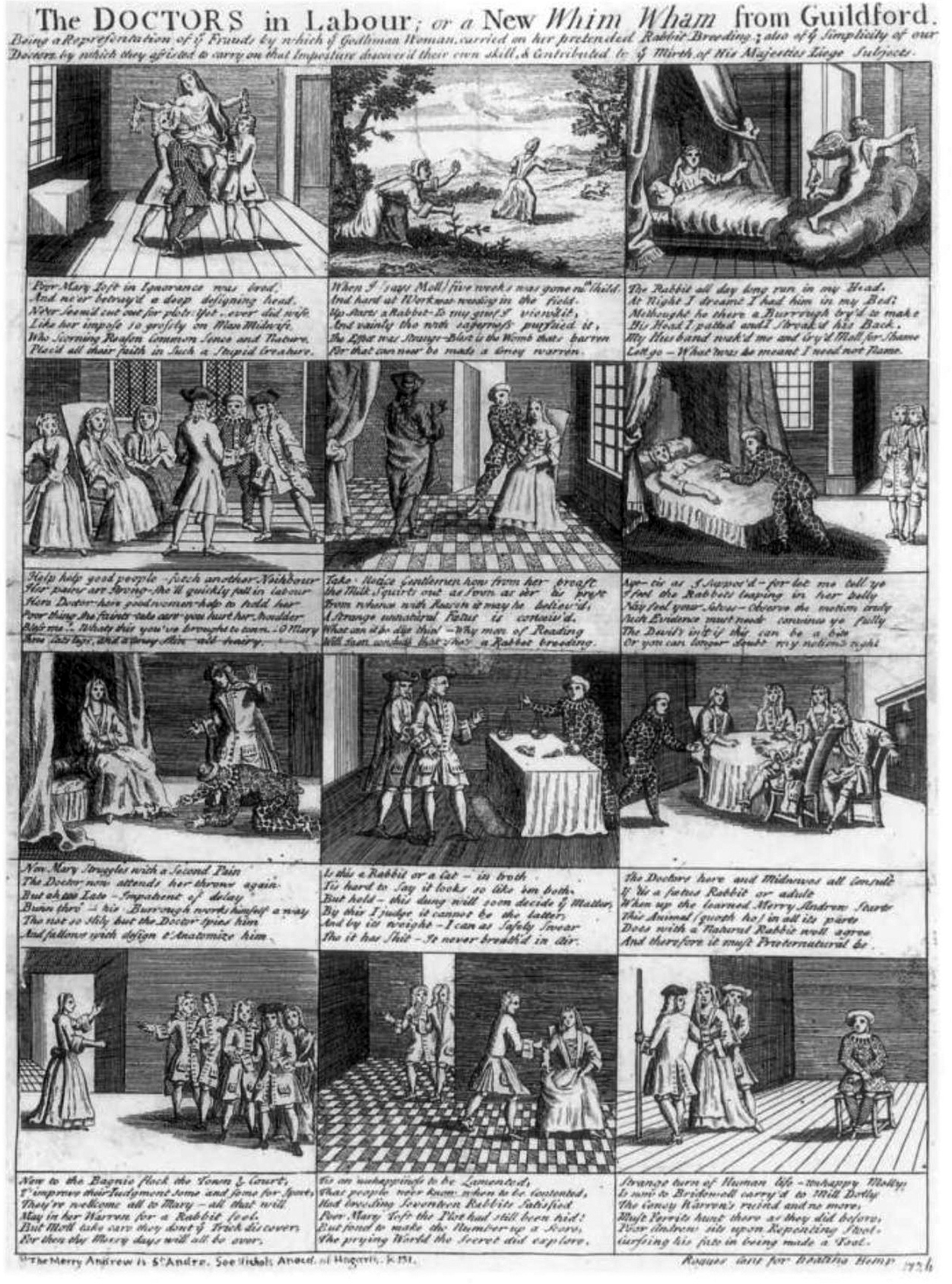

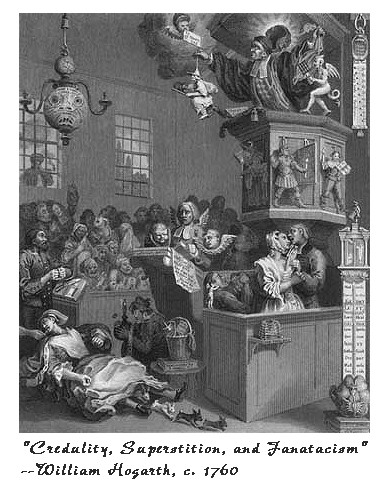
Kupferstich der Legende von William Hogarth

Zu den 1726 in London erschienenen Berichten der direkt betroffenen Ärzte und Wissenschaftler kam 1727 in London in der zweiten Auflage ein Traktat eines weiteren Arztes, Thomas Brathwaite, heraus. Im selben Jahr wurde die zweite Auflage des Antwortschreibens von Nathanael St. André in der Londoner Offizin J. Clarke gedruckt. Im weiteren Verlauf des 18. Jahrhunderts erlebte die Geschichte viele Auflagen. 1776 erschien bereits die achte Auflage des Textes von St. André mit einer Ergänzung Manninghams. Mit den Auflagen änderten sich auch Details der Geschichte.
Doch nicht nur Ärzte und Drucker von Fachmaterial interessierten sich für Mary Toft. Als die Gerüchteküche auf Londons Straßen für die Verbreitung ihres Schicksals sorgte, griffen auch die Zeitungsmacher begierig nach der Geschichte. Zahlreiche Gazetten brachten den Fall unter die Leser, so unter anderem die Daily Post, das London Journal, The Craftsman, The Grub-Street Journal, The British Gazetteer, Mist’s Weekly Journal und andere mehr. Sie lagen zusammen mit den damals sehr beliebten Flugblättern und Flugschriften in Londoner Kaffeehäusern und Hafenspelunken aus, wurden von Seeleuten gelesen und kursierten als Geschichten und Fabeln in der Bevölkerung. Daran konnten auch die satirischen Stiche des Londoner Kupferstechers William Hogarth, die unter den Titeln Cunicularii, or the Wise Men of Godliman in Consultation (1726) und Leichtgläubigkeit, Aberglauben und Fanatismus (1762) erschienen, nichts ändern, obwohl auch diese Werke oft abgedruckt wurden und weit verbreitet waren. Georg Christoph Lichtenberg kommentierte den Stich Leichtgläubigkeit, Aberglauben und Fanatismus mit den Worten: „Quadrillinge von Caninchen… erblicken hier das Licht der Welt im vollen Gallop“. Er fand die Geschichte amüsant, schenkte ihr aber keinen Glauben.
Der Vorfall war auch Gegenstand des am Londoner Theatre Royal aufgeführten Theaterstücks The Surrey-Wonder. An Anatomical Farce. Der Graphiker George Vertue fertigte eine Radierung gleichen Titels an, die eine Szene aus dem Stück zeigt.
Selbst Voltaire widmete der Geschichte und St. Andrés Ansichten ein eigenes Kapitel in seinen Singularités de la Nature von 1768 („D’une femme qui accouche d’un lapin“), der Poet John Byrom beschäftigte sich ausgiebig mit dem Fall, genauso wie John Arbuthnot (unter dem Pseudonym Lemuel Gulliver) und Alexander Pope schrieb eine Ballade. William Whiston sieht in seinen Memoirs von 1752 gar die Erfüllung der Prophezeiung im 4. Buch Esra, wonach der Fall Babylons unter anderem dadurch angezeigt wird, dass monströse Frauen Monster gebären.
Toft gelangte durch ihren Täuschungsversuch zu derart dauerhafter Bekanntheit, dass noch das 1885 (also mehr als 150 Jahre nach den Ereignissen) erstmals erschienene Dictionary of National Biography ihr einen Artikel widmete. Auch im Nachfolgewerk Oxford Dictionary of National Biography hat sie bis heute einen Platz.
Selbst 200 Jahre später wurde die wundersame Kaninchengeburt erneut ins Licht der Öffentlichkeit gerückt. 1912 erschien im Liverpool medico-chirurgical Journal ein Bericht von Arthur Wallace über den Vorfall. 1928 griff Charles Thompson unter dem Titel Mysteries of History die Sache auf. Im 20. Jahrhundert entwickelte sich Mary Toft in den Enzyklopädien Großbritanniens als Musterbeispiel für betrügerische Dienstboten. Sie hat ihren festen Platz in der Geschichte der Geburtshilfe, wird in der Cambridge History of Science als eine der markanten Gestalten des 18. Jahrhunderts genannt und dient der Frauenliteratur als Beispiel für die Ausweglosigkeit von Armut bei Frauen in der Vormoderne. Im Cyberspace führt sie als Rabbit Breeder ein eigenes Leben.

## Interpretation
Abgesehen von der leichtgläubigen Sichtweise mancher Zeitungsartikel mag man sich die Frage stellen, wie respektable Wissenschaftler auf diesen Betrugsversuch hereinfallen konnten. Waren die Weisen des 18. Jahrhunderts in England besonders dumm oder ignorant? Wussten die Menschen dieser Zeit nicht, dass der Mensch nur Menschen gebären kann? Der Fall schien in der damaligen Zeit in der Tat keineswegs so absurd, wie er heute scheinen mag.

### Versehen
Der damalige Stand der Wissenschaft besagte, dass der Gemütszustand einer schwangeren Frau sich in der Gestalt des Neugeborenen niederschlagen könne. Missgeburten wurden auf diese Weise erklärt. Dies war auch in Deutschland aktueller Stand des Wissens. In der Oeconomischen Encyclopädie von J. G. Krünitz von 1858 findet sich unter dem Stichwort Versehen folgender Eintrag:

„Versehen ist auch die Bezeichnung einer nicht abzuleugnenden Thatsache, die bei schwangeren Frauen vorkommt, wenn die gewaltsam aufgeregte Phantasie gewisse lebendige Eindrücke auf sie macht, deren Folgen sich sichtbar auf die Leibesfrucht übertragen. Hierher sind namentlich die Fälle zu rechnen, wo der die Mutter heftig ergreifende Anblick von Mißgestalten mannigfacher Art in dem Kinde ähnliche Mißgestaltungen hervorgerufen hat. Das Versehen hat zu vielfachen Streitigkeiten Veranlassung gegeben, indem Einige die Wirklichkeit, ja die Möglichkeit solcher Fälle ganz zu leugnen und wegzudemonstriren bemüht waren, dahingegen Andere auch die abenteuerlichsten Fälle der Art ohne Kritik stets für wahr anerkannten.“

Da Mary Toft von Erlebnissen mit Kaninchen während der Schwangerschaft berichtete, die ihr angeblich auch im Traum erschienen waren, rückte der Vorfall in die Nähe des Möglichen.

### Monstren
Die seit der Antike als Kuriosität auftretenden Monstren scheinen im 16. und 17. Jahrhundert in besonderer Häufung auf. Sie zählten zu den Naturwundern, weshalb sie die Aufmerksamkeit von Paracelsus ebenso auf sich zogen wie die des Naturmagiers Giambattista della Porta (1535–1615), aber auch die Mediziner interessierten. Hierzu gehörten eine Reihe europäischer Ärzte, unter ihnen der Zürcher Arzt Jakob Ruf, dessen Publikationen zur Embryonalentwicklung oft im Zusammenhang mit Monstren zitiert werden, Gerolamo Cardano, Ambroise Paré, oder Fortunio Liceti, der 1616 De Monstruorum Natura publizierte, was als Beginn der systematischen Studie embryonaler Missbildungen gilt.
Ursprünglich moralisch-theologisch behandelt oder als Zeichen für die Endzeit betrachtet, wurden Monstren im Lauf des 16. Jahrhunderts zunehmend zu einem Objekt der Unterhaltung und oft anekdotisch dargestellt. Zunehmend wandelt sich das Monstrum zur Kuriosität, als „Erscheinung des Wunderbaren, als Manifestation der Geheimnisse der Natur, als Beispiel für die große Vielfalt, die Gott in seiner Welt hervorbringt.“ Ein wichtiger Vertreter dieser Gattung war Pierre Boaistuau mit seinen Histoires prodigieuses, in denen er die Hälfte der Geschichten Monstren widmet.
Im 17. und 18. Jahrhundert war das wissenschaftliche Interesse an allen abweichenden Naturerscheinungen, wozu auch Monstren zählen, groß. Sie wurden als ein Weg angesehen, den Geheimnissen der Natur weiter auf die Spur zu kommen. Schon Francis Bacon, der als einer der Begründer der modernen Wissenschaft gilt, schlug vor, „Irrthümer der Natur“ zu untersuchen, „bis man die Ursache solcher Abweichung gefunden hat“. „Es ist deshalb eine Zusammenstellung … von allen Missgeburten und wunderbaren Naturerzeugnissen … zu fertigen.“
Darüber hinaus wurde erst im Laufe der Neuzeit die Geburtshilfe nach und nach in die Medizin integriert; die Geburtshilfe als medizinisches Fach konstituierte sich erst im späten 18. Jahrhundert. Auch in England, wo die männliche Geburtshilfe bereits weiter verbreitet war als in anderen europäischen Staaten, waren Wissen und Können der Ärzte im geburtshilflichen Bereich noch gering. Körperliche, erst recht vaginale Untersuchungen, waren keine routinierte Selbstverständlichkeit, sondern unterlagen darüber hinaus einem mächtigen Scham-Tabu. Es bedurfte eines Verhandlungsprozesses zwischen Arzt, Hebamme und Patientin, und es hing vom Zustand der Patientin ab, ob und inwieweit der Wundarzt oder Medikus körperliche Untersuchungen vornehmen und wie weit er dabei gehen durfte.
Auch bestand in diesem vor-aufklärerischen „Zeitalter des Staunens“ eine ausgesprochene Faszination für Raritäten und Kuriositäten. Die Zeit war voller Leichtgläubigkeit und Aberglauben, Skurrilität, Augenwischerei und Scharlatanerie, mit Kuriositätenkabinetten, Schaubuden, Wandermenagerien und Jahrmarktsattraktionen, die Monstrositäten aller Art vorführten, Riesen und Zwerge, Affenmenschen, siamesische Zwillinge und Frauen ohne Unterleib zeigten.
Es konnte daher nicht überraschen, dass sich die Öffentlichkeit von der seltsamen Kaninchengeburt Mary Tofts unterhalten ließ.

## Zeitgenössische Bibliographie
(Auswahl, nach zeitlichem Ablauf geordnet)
- John Howard: The wonder of wonders: or, A True and Perfect Narrative of a Woman near Guildford in Surrey, who was Delivered lately of Seventeen Rabbets, and Three Legs of a Tabby Cat, &c. 1726. Abschrift von 1851. Im Volltext online recherchierbar. (PDF; 2,9 MB)
- Nathaniel St. André: A short narrative of an extraordinary delivery of rabbets perform'd by Mr. John Howard, surgeon at Guilford John Howard, Surgeon at Guildford. 1726. Im Volltext online recherchierbar (PDF; 4,1 MB)
- Cyriacus Ahlers: Some observations concerning the Woman of Godlyman in Surrey. 1726. Im Volltext recherchierbar (PDF; 4,3 MB)
- Sir Richard Manningham: An exact Diary of what was observ'd during a close attendance upon Mary Toft, the pretended rabbet- breeder of Godalming, together with an Account of her Confession of the Fraud. 1726. Im Volltext online recherchierbar (PDF; 4,1 MB)
- Philalethes (Pseudonym von James Douglas): The Sooterkin dissected. 1726.
- The several depositions of Edward Costen, Richard Stedman, John Sweetapple, Mary Peytoe, Elizabeth Mason, and Mary Costen; relating to the affair of Mary Toft, of Godalming in the county of Surrey, being deliver'd of several rabbits. 8vo. London: Pemberton, 1727. Im Volltext online recherchierbar. (PDF; 2,1 MB)
- James Douglas: An advertisement occasion'd by some passages in Sir R. Manningham’s diary. 1727. Im Volltext online recherchierbar. (PDF; 4,5 MB)
- Flamingo: A shorter and truer advertisement by way ofsupplement to what was published the 7th instant or, Dr. Douglas in an extasy at Lacey’s Bagnio. December 4th, 1726, London, 1727.
- Lemuel Gulliver (Pseudonym, John Arbuthnot zugeschrieben): The anatomist dissected: or the man-midwife finely brought to bed.: Being an examination of the conduct of Mr. St. Andre. Touching the late pretended rabbit-bearer; as it appears from his own narrative. 1727. Im Volltext online recherchierbar. (PDF; 3,7 MB)
- Alexander Pope: The discovery: or, The Squire turn'd Ferret. An excellent new ballad. To the tune of High boys! up go we; Chevy Chase; or what you please. Ballade. 1727. Im Volltext online recherchierbar (PDF; 2,9 MB)
- Thomas Brathwaite: Remarks on a short narrative of an extraordinary delivery of rabbets, perform'd by Mr. John Howard, surgeon at Guilford, as publish'd by Mr. St. Andre, anatomist to His Majesty. With a proper regard to his intended recantation. Im Volltext online recherchierbar (PDF; 3,7 MB)
- Merry Tuft (Pseudonym, Jonathan Swift zugeschrieben): Much ado about nothing: or, a plain refutation of all that has been written or said concerning the rabbit-woman of Godalming.: being a full and impartial confession from her own mouth, and under her own hand, of the whole affair, from the beginning to the end. Now made publick for the general satisfaction. 1730. Im Volltext online recherchierbar. (PDF; 2,7 MB)
- Andrew Clitor: A narrative of the most extraordinary delivery of Mary Toft. S. Barwell, 1774. Im Volltext online recherchierbar.
- Anonym (Edward Hawkins zugeschrieben): A philosophical enquiry into the wonderful coney-warren, lately discovered at Godalmin near Guilford in Surrey: being an account of the birth of seventeen rabbits born of a woman at several times, and who still continues in strong labour, at the Bagnio in Leicester-fields. (Manuskript). 1861 Im Volltext online recherchierbar. (PDF; 2,8 MB)
- Flamingo (Pseudonym, Edward Hawkins zugeschrieben) A shorter and truer advertisement by way of supplement, to what was published the 7th instant: or, Dr. D--g--l--s in an extasy, at Lacey’s Bagnio. December the 4th, 1726. (Manuskript). 1861